# اکسی‌فنونیوم برمید
اکسی‌فنونیوم برمید (انگلیسی: Oxyphenonium bromide یک داروی ضد موسکارینی است که برای درمان زخم گوارشی در ناحیه معده و دوازدهه و تسکین اسپاسم احشایی به کار می‌رود.